# Lijst van vlaggen van voormalige Nederlandse waterschappen
Dit artikel bevat een lijst van vlaggen van voormalige Nederlandse waterschappen. Nederland is tegenwoordig verdeeld in 21 water- of hoogheemraadschappen. Deze lijst is op alfabetische volgorde gesorteerd, waarbij de woorden waterschap en hoogheemraadschap bij de sortering niet zijn meegenomen. Omdat er voor de honderden fusies duizenden kleine waterschappen bestonden is de lijst opgedeeld in verschillende provincies. Als het waterschap over meerdere provincies lag, is het vlag opgenomen in die provincies. Waterschappen en polderbesturen gebruikten niet altijd een vlag, zij die geen vlag voerden zijn niet opgenomen in deze lijst.
Door onder een vlag op 'Vlag van' te klikken, gaat u naar het artikel over de betreffende vlag. Door op de naam van het waterschap te klikken, gaat u naar het artikel over de betreffende waterschap.

## Drenthe

Vlag van Drentse Aa
Vlag van Eemszijlvest
Vlag van De Runde

## Flevoland

Vlag van Waterschap Noordoostpolder

## Friesland

Vlag van Amelander Grieën
Vlag van Wetterskip Boarn en Klif
Vlag van Wetterskip Lauwerswâlden
Vlag van Marne-Middelsee
Vlag van De Middelsékrite
Vlag van Waterschap Sevenwolden
Vlag van De Stellingwerven
Vlag van Tusken Waed en Ie
Vlag van Wetterskip De Waadkant
Vlag van Westergo's IJsselmeerdijken

## Gelderland

Vlag van Polderdistrict Groot Maas en Waal
Vlag van Waterschap van de Linge
Vlag van Noord-Veluwe
Vlag van Waterschap van de Oude IJssel
Vlag van Regge en Dinkel

## Groningen

Vlag van Duurswold
Vlag van Eemszijlvest
Vlag van Oldambt
Vlag van Westerkwartier

## Limburg

Vlag van Het Maasterras
Vlag van Noord-Limburg
Vlag van Zuiveringschap Limburg

## Noord-Brabant

Vlag van De Aa
Vlag van De Alm
Vlag van Hoogheemraadschap voor het Land van Heusden en Altena
Vlag van De Maaskant
Vlag van het Heemraadschap van de Mark en Dintel

## Noord-Holland

Vlag van Amstel- en Gooiland
Vlag van Hoogheemraadschap Amstelland
Vlag van Groot-Haarlemmermeer
Vlag van Waterschap Haarlemmermeerpolder
Vlag van Het Lange Rond
Vlag van Hoogheemraadschap Noordhollands Noorderkwartier
Vlag van Dijkbestuur van de Purmer
Vlag van Schermer
Vlag van Vier Noorder Koggen
Vlag van Hoogheemraadschap van de Uitwaterende Sluizen in Kennemerland en West-Friesland
Vlag van Dijkbestuur van Waterland
Vlag van De Waterlanden
Vlag van Waterschap Westfriesland

## Overijssel

Vlag van De Bovenvecht
Vlag van Regge en Dinkel
Vlag van Salland
Vlag van De Schipbeek
Vlag van De Vechtlanden

## Utrecht

Vlag van Amstel- en Gooiland
Vlag van Hoogheemraadschap Amstelland
Vlag van Leidse Rijn
Vlag van De Proosdijlanden
Vlag van Groot-Waterschap van Woerden

## Zeeland

Vlag van Hulster Ambacht
Vlag van Noord-Beveland
Vlag van Waterschap Noord- en Zuid-Beveland
Vlag van Schouwen-Duiveland
Vlag van Tholen
Vlag van Het Vrije van Sluis
Vlag van Walcheren
Vlag van Wilhelminapolder

## Zuid-Holland

Vlag van De Aarlanden
Vlag van het Hoogheemraadschap van de Alblasserwaard en de Vijfheerenlanden
Vlag van Goeree-Overflakkee
Vlag van Gouwelanden
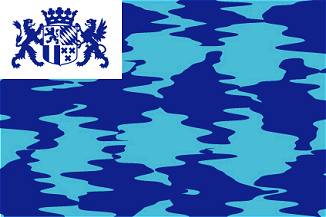
Vlag van Groote Waard
Vlag van Dijkring IJsselmonde
Vlag van Hoogheemraadschap van de Krimpenerwaard
Vlag van Meer en Woude
Vlag van De Nederwaard
Vlag van Noordwoude
Vlag van De Overwaard
Vlag van Hoogheemraadschap van Schieland
Vlag van Wilck en Wiericke
Vlag van Groot-Waterschap van Woerden